# Lista de personagens de Hamlet

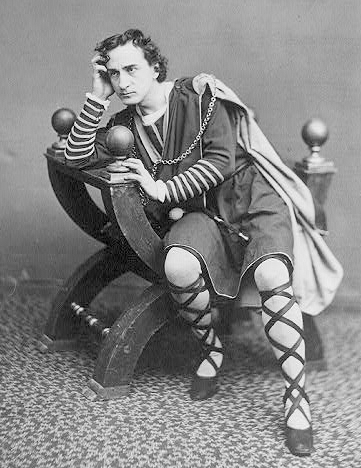
O ator Edwin Booth interpretou, no teatro, o Príncipe Hamlet, personagem que dá título à peça

O que se segue é uma lista das principais personagens de Hamlet, peça de William Shakespeare, seguido por uma lista e resumo das personagens secundários a partir do surgimento deles na peça. Existem três diferentes versões da peça (que sobreviveram aos nossos dias): Primeiro Quarto ("Q1"), Segundo Quarto ("Q2"), e First Folio ("F1"), cada uma com linhas e até mesmo cenas que as outras não possuem, e às vezes o nome das personagens variam de uma versão para outra.
Segundo o tradutor e poeta brasileiro Péricles Eugênio da Silva Ramos—em sua tradução em versos de Hamlet—as edições originais da peça, o Q1, editado em 1602, e o Q2, editado em 1604, como também o F1, editado em 1623, não trazem qualquer lista de personagens. Ramos diz que Rowe foi quem a elaborou pela primeira vez, no ano de 1709, e, deste então, outros editores como Sisson fizeram redações próprias acerca das personagens na obra.

## Principais personagens

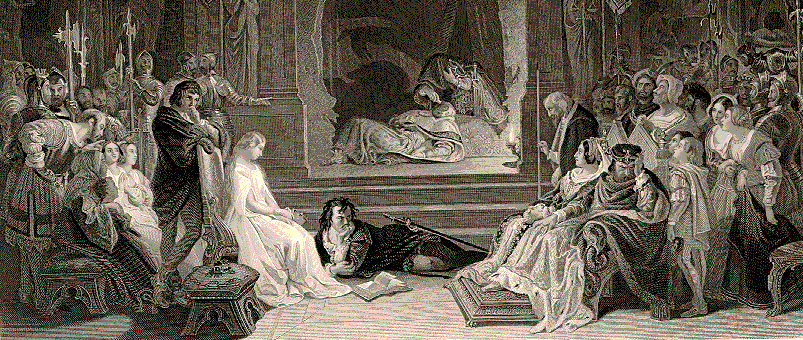
Detalhe da pintura de Daniel Maclise, de 1842, chamada A Cena da Peça em Hamlet, retratando o momento em que a culpa do Rei Cláudio é revelada

Hamlet é o Príncipe da Dinamarca; filho do já morto Rei Hamlet, e sobrinho do presente Rei dinamarquês, Cláudio.
- Cláudio é Rei da Dinamarca, eleito ao trono após a morte de seu irmão, o Rei Hamlet. Cláudio casou-se então com Gertrudes, esposa do seu falecido irmão.
- Gertrudes é a Rainha da Dinamarca, e esposa do falecido Rei Hamlet, agora casada com Cláudio, e mãe de Hamlet.
- O Fantasma do pai de Hamlet, que lhe aparece para falar que, na realidade, foi envenenado por seu irmão Cláudio.
- Polônio ("Corambis" em "Q1") é o primeiro-ministro, conselheiro do Rei Cláudio.
- Laertes é o filho de Polônio, e está retornando de Paris para Elsinore.
- Ofélia é a filha de Polônio, e irmã de Laertes, que vive com seu pai em Elsinore. Ela é apaixonada pelo príncipe Hamlet.E podemos dizer que por fim morreu de amor.
- Horácio é um grande amigo de Hamlet, que se moveu a Elsinore com o intuito de presenciar o funeral do Rei seu pai.
- Rosencrantz e Guildenstern são amigos de infância e de escola do príncipe Hamlet. Foram chamados por Cláudio e Gertrudes, que desejavam alegrar o príncipe com a presença dos amigos, já que ele se encontrava melancólico pela morte do pai.
- Fórtimbras é sobrinho do antigo Rei da Noruega, e atual Rei desse país. Ele também é filho do sênior Fórtimbras, que morreu num combate com o pai de Hamlet.

## Sentinelas de Elsinore
Em Hamlet, o Castelo de Elsinore é o palácio real da Dinamarca.

### Bernardo, Francisco e Marcelo
Marcelo, Bernardo e Francisco são três gentis-homens da guarda de Elsinore. Francisco aparece para Bernardo nas linhas que abrem a peça, e Bernardo e Marcelo são os primeiros a alertarem para Horácio o fato da aparição do fantasma do velho Rei Hamlet. Marcelo é o mais importante dos três.

## Ambiente de Elsinore

### Valtemando e Cornélio
Valtemando e Cornélio são dois cortesãos, enviados em embaixada junto ao rei da Noruega.

### Reinaldo
Reinaldo é servidor  Polônio. Polônio envia Reinaldo a Paris para checar o que seu filho, Laertes, estará fazendo pela capital francesa.

### Um gentil-homem
Esse gentil-homem informa a estranha mudança de comportamento de Ofélia para Gertrudes, após a primeira aparência de loucura da donzela.

### Osrico
Osrico é um consumado casquilho que, a mandado de Cláudio, convida o príncipe Hamlet a participar de um duelo de espadas com Laertes. Osrico, assim como Polônio, conversa com Hamlet através de um linguajar elaborado, que possui contraste com The Courtier, um guia de comportamento com um bocado de regras para serviçais, impresso em 1528 e escrito por Baldassare Castiglione, contemporâneo de Shakespeare.

## Os Atores
Os Atores são uma companhia teatral de quatro ou cinco atores que aparecem no Castelo de Elsinore. Amigos de Hamlet, eles fizeram sua primeira encenação, segundo dizem na peça, "na cidade" (provavelmente Copenhagen), mas o fato é que viajaram para Elsinore com o intuito de oferecer seus serviços ao príncipe. Em Elsinore, eles encenam uma versão - cujo texto o príncipe modificou e passou a chamar de A Ratoeira - da peça O Assassínio de Gonzago na cena em que Cláudio é desmascarado.

### Primeiro ator ou Ator-Rei
Ele é o líder da trupe. Na cena do desmascaramento de Cláudio, ele é o Rei que mais tarde é envenenado.

### Segundo ator ou Ator-Rainha
Tradicionalmente, esse papel era realizado por um ator jovem, como todas as personagens do sexo feminino em Hamlet, uma vez que as mulheres não apareciam no palco na época isabelina.

### Terceiro ator
O terceiro ator também é chamado de "Luciano" na cena do desmascaramento. O nome talvez tenha alguma relação com "Lúcio" da lenda de Bruto, no Feitos dos Danos, de Saxão Gramático, uma das fontes textuais para o Hamlet de Shakespeare.

### Quarto ator
A Ratoeira possui um prólogo recitado por um dos atores. O Primeiro Ator (talvez mas não se sabe) tenha recitado o prólogo, mas caso isso não tenha ocorrido, talvez um quarto Ator tenha o recitado.

## Funeral de Ofélia

### Dois coveiros
Um dos coveiros diz que a causa da morte de Ofélia não foi suicídio, enquanto outro defenda a hipótese. Depois, na presença de Hamlet, um dos rústicos passa ao príncipe a caveira de Yorick, na qual Hamlet faz o famoso discurso "Ai, pobre Yorick", no Ato 5

## Outras personagens

### Um Capitão
Ele é o comandante da armada invasora de Fórtinbras.

### Marujos (piratas)
Os marujos são dois piratas que entregam uma carte de Hamlet a Horácio, informando o segundo que Hamlet está retornando para a Dinamarca.

### Embaixadores ingleses
Na cena final, os embaixadores ingleses aparecem para informar que Rosencrantz e Guildenstern estão mortos.